# Thalfang
Thalfang – miejscowość i gmina w Niemczech, w kraju związkowym Nadrenia-Palatynat, w powiecie Bernkastel-Wittlich, siedziba gminy związkowej Thalfang am Erbeskopf.